# 惲毓嘉
惲毓嘉（？—？），字孟乐，号苏斋，順天府大兴县（今北京市）人，原籍江蘇武进。晚清政治人物。
光绪十八年（1892年）壬辰科二甲第一名进士，同年五月，改翰林院庶吉士。光緒二十四年四月，散館，授翰林院編修，官至福建延平知府。